# كونستانس بيكر موتلي
كونستانس بيكر موتلي (بالإنجليزية: Constance Baker Motley)‏ (و. 1921 – 2005 م) هي محامية، وقاضية، وسياسية من الولايات المتحدة الأمريكية ولدت في نيو هيفن، كونيتيكت.
وهي عضوة في الحزب الديمقراطي الأمريكي .

## التعليم
تعلمت في جامعة نيويورك، وجامعة كولومبيا.

## جوائز
حصلت على جوائز منها قاعة الشهرة الوطنية للمرأة.